# Cantone di Saint-Georges-en-Couzan
Il Cantone di Saint-Georges-en-Couzan era una divisione amministrativa dell'arrondissement di Montbrison.
È stato soppresso a seguito della riforma complessiva dei cantoni del 2014, che è entrata in vigore con le elezioni dipartimentali del 2015.
Comprendeva i comuni di:
- Chalmazel
- Châtelneuf
- Jeansagnière
- Palogneux
- Sail-sous-Couzan
- Saint-Bonnet-le-Courreau
- Saint-Georges-en-Couzan
- Saint-Just-en-Bas
- Sauvain